# Discographie de Bill Callahan
Bill Callahan est un musicien américain. Ses enregistrements sont parus sous le nom de Smog, sauf exceptions signalées.

## Cassettes
- Macramé Gunplay (1988)
- Cow (1989)
- A Table Setting (1990)
- Tired Tape Machine (1990)

## Albums studio
| Titre                             | Date de sortie     | Label                      | Format   | Infos                                                |
| --------------------------------- | ------------------ | -------------------------- | -------- | ---------------------------------------------------- |
| Sewn to the Sky                   | 1990               | Disaster                   | LP       | Rééditions : Drag City, CD, 1995; LP, 1996; CD, 2005 |
| Forgotten Foundation              | 25 mai, 1992       | Drag City                  | CD       | Rééditions : LP, 1996; CD, 2005                      |
| Julius Caesar                     | 5 juillet, 1993    | Drag City                  | LP/CS/CD | Réédition : CD, Domino Records, 2001                 |
| Wild Love                         | 27 mars, 1995      | Drag City                  | LP/CD    | Réédition : CD, Domino Records, 2001                 |
| The Doctor Came at Dawn           | 10 septembre, 1996 | Drag City / Domino Records | LP/CD    |                                                      |
| Red Apple Falls                   | 20 mai, 1997       | Drag City / Domino Records | LP/CD    | smog                                                 |
| Knock Knock                       | 12 janvier, 1999   | Drag City / Domino Records | LP/CD    | smog                                                 |
| Dongs of Sevotion                 | 4 avril, 2000      | Drag City / Domino Records | 2xLP/CD  |                                                      |
| Rain on Lens                      | 18 septembre, 2001 | Drag City / Domino Records | LP/CD    | Sous le nom de (Smog)                                |
| Supper                            | 18 mars, 2003      | Drag City / Domino Records | LP/CD    | Sous le nom de (Smog)                                |
| A River Ain't Too Much to Love    | 31 mai, 2005       | Drag City / Domino Records | LP/CD    |                                                      |
| Woke on a Whaleheart              | 17 avril, 2007     | Drag City                  | LP/CD    | Sous le nom de Bill Callahan                         |
| Sometimes I Wish We Were an Eagle | 14 avril, 2009     | Drag City                  | LP/CD    | Sous le nom de Bill Callahan                         |
| Rough Travel For A Rare Thing     | 23 mars 2010       | Drag City                  | LP/CD    | Sous le nom de Bill Callahan. Album live             |
| Apocalypse                        | 5 avril 2011       | Drag City                  | LP/CD    | Sous le nom de Bill Callahan.                        |
| Dream River                       | 17 septembre 2013  | Drag City                  | LP/CD    | Sous le nom de Bill Callahan.                        |
| Have Fun with God                 | 21 janvier 2014    | Drag City                  | LP/CD    | Sous le nom de Bill Callahan.                        |
| Shepherd in a Sheepskin Vest      | 14 juin 2019       | Drag City                  | LP/CD    | Sous le nom de Bill Callahan.                        |
| Gold Record                       | 4 septembre 2020   | Drag City                  | LP/CD    | Sous le nom de Bill Callahan.                        |
| ytilaeR                           | 14 octobre 2022    | Drag City                  | LP/CD    | Sous le nom de Bill Callahan.                        |

## Compilations
- Accumulation: None (Sous le nom de (Smog), 5 novembre, 2002, Drag City / Domino)

## Maxis
| Titre                   | Date de sortie     | Label                      | Format    | Infos                                                                                      |
| ----------------------- | ------------------ | -------------------------- | --------- | ------------------------------------------------------------------------------------------ |
| Floating]               | 23 août, 1991      | Drag City                  | 7"        |                                                                                            |
| Goat Songs              | 1993               | Sea Note Records           | 7"        | En collaboration avec Will Oldham, sous le nom de The Sundowners. Réédition : 21 mai, 1994 |
| Burning Kingdom         | 19 septembre, 1994 | Drag City                  | 12"/CS/CD | Réédition : CD, Domino Records, 2001                                                       |
| Kicking a Couple Around | 29 avril, 1996     | Drag City / Domino Records | 12"/CD    |                                                                                            |
| The Manta Rays of Time  | 2000               | Spunk Records              | CD        |                                                                                            |
| Strayed                 | 17 juillet, 2000   | Drag City / Domino Records | CD        | Avec une réédition de la cassette autoproduite : Cow                                       |
| 'Neath the Puke Tree    | 11 décembre, 2000  | Drag City / Domino Records | 12"/CD    |                                                                                            |

## Singles
| Titre                    | Format                  | Label                      | Date de sortie | Infos                                                                           |
| ------------------------ | ----------------------- | -------------------------- | -------------- | ------------------------------------------------------------------------------- |
| My Shell / Astronaut     | 7" (split avec Suckdog) | #1 Hits!                   | 1991           | Une version électrique de My Shell sortira plus tard sur le Maxi Burning Kingdo |
| A Hit                    | 7"                      | Drag City                  | 1994           |                                                                                 |
| Came Blue / Spanish Moss | 7"                      | Hausmusik                  | 1996           |                                                                                 |
| Ex-Con                   | 7"/CD                   | Domino Records             | 1997           | Tiré de Red Apple Falls.                                                        |
| Held                     | 7"/CD                   | Drag City / Domino Records | 1998           | Tiré de Knock Knock.                                                            |
| Look Now                 | 7"/CD                   | Drag City                  | 1999           | Tiré de Knock Knock.                                                            |
| Cold Blooded Old Times   | 7"/CD                   | Domino Records             | 1999           | Tiré de Knock Knock.                                                            |
| Strayed                  | 7"                      | Drag City / Domino Records | 2000           | Tiré de Dongs of Sevotion.                                                      |
| Rock Bottom Riser        | CD                      | Drag City / Domino Records | 2006           | Tiré de A River Ain't Too Much to Love.                                         |
| Diamond Dancer           | CD                      | Drag City                  | 2007           | Tiré de Woke on a Whaleheart                                                    |

## Musiques de films et de séries télés
- En 2000, Cold Blooded Old Times (de Knock Knock) figure sur la bande originale de High Fidelity
- En 2000, Hit the Ground Running (de Knock Knock) figure au générique de fin du film Swimming[1].
- En 2003, Held (de Knock Knock) est présent dans le documentaire Born Rich.
- En 2004, Vessel in Vain (de Supper) figure sur la bande originale du film britannique indépendant Dead Man's Shoes.
- En 2005, A Guiding Light (de Supper) figure dans le film Winter Passing.
- En 2008, Night (de Woke on a Whaleheart)figure dans la comédie Collegeet en 2014 dans la saison 1, épisode 4 de la série télévisée Transparent.
- En 2012, Our Anniversary (de Supper) figure au générique de fin du film Smashed.
- En 2015, Small Plane (de Dream River) figure dans la saison 1, épisode 2 de la série télévisée Backstrom.
- En 2015, The Breeze / My Baby Cries (extrait de Loving Takes This Course, un album hommage à Kath Bloom) figure sur la bande sonore du film Youth.
- En 2018, Amérique ! et Droverb(de Apocalypse) figurent dans la série documentaire Wild Wild Country.